# Heroku
Heroku（ヘロク）は2007年創業のアメリカ合衆国の企業。また、同社が開発と運営を行っているPlatform as a Service (PaaS) の名称でもある。2010年にはセールスフォース・ドットコム（現・セールスフォース）に買収された。

## 沿革
- 2007年創業。創業時のメンバーはジェームス・リンデンバウム、アダム・ウィギンス、オリオン・ヘンリー。
- 2010年8月、セールスフォース・ドットコムに買収される。
- 2011年7月、Ruby開発者のまつもとゆきひろをRubyのチーフアーキテクトとして迎えた。
- 同月、Node.jsとClojureのサポートを始めた。
- 2011年10月にはFacebookが合同でHeroku for Facebookを発表。
- 2022年8月に、同年11月から無料プランを廃止することを発表。理由は詐欺や悪意のある不正利用の排除のため[2] 。

## 名称
Herokuの名称は、「heroic（英雄的な）」と「haiku（俳句）」からなるかばん語である。日本語の名詞を含めているのは、Rubyの開発者のまつもとゆきひろに敬意を示してのことである。Herokuの開発者は、プロジェクトの名称が（日本語を含め）特定の言語で意味のある名詞になることを望んでいなかったため、新たに名称を創案することを選択した。実際の名称は日本語の「広く（ひろく）」に近い発音をされる。

## PaaSの環境
ベースとなるオペレーティングシステム (OS) はDebian、もしくはDebianをベースに開発されたUbuntuである。
初期はRubyによるウェブアプリケーションフレームワークRuby on Railsのみのサポートであったが、Java、Node.js、Scala、Clojure、Python、PHP、Goなど複数のプログラミング言語をサポートするようになった。
データベースはPostgreSQL、MySQL、Cloudant、Couchbase Server、MongoDB、Redisをサポートしている。
Heroku DNS Serverで実行されるアプリケーションは、FQDNが「アプリケーション名.herokuapp.com」となる。

## 製品

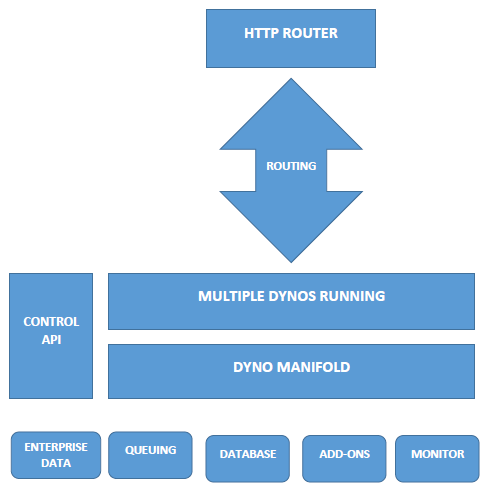
Herokuプラットフォームの概略図

- Herokuプラットフォーム[4]

「Dyno」と呼ばれる仮想コンテナ上でコードを実行することができる。言語は Node.js、Ruby、PHP、Go、Scala、Python、Java、Clojure をサポート。また、Dynoの数を増やすか、Dynoのタイプを変更することで簡単にスケーリングを行うことができる。
- Heroku Postgres[5]

PostgreSQLに基づくHeroku用のクラウドデータベース。継続的なデータ保護、ロールバック、高可用性などのための機能をサポート。
- Heroku Redis[6]
- Apache Kafka on Heroku[7]
- Heroku Connect[8]
- Heroku Enterprise[9]
- Heroku Elements[10]
- Heroku Terms[11]

## 競合サービス
- AWS Elastic Beanstalk（英語版）
- Engine Yard
- Google App Engine
- Microsoft Azure
- OpenShift